# Alegeri legislative în Franța, 1956
Alegerile legislative au avut loc la 2 ianuarie 1956,în care recentele Alegeri Parlamentare a celei de a Patra Republici, vor participa într-un context de criză economică, campania electorală fiind dominată de pasiunea diverselor forțe ale candidaților concurenți.

## Context
La data de 5 februarie 1955, Adunarea Națională refuză să aibă încredere guvernului Pierre Mendes France, care demisionează. Dorința fostului președinte al consiliului de a guverna coordonând  politica ministerială, temerile partidului comunist francez  de a se vedea concurat de o nouă forță în rândul electoratului de stânga și ostilitatea mișcării republicii populare de dreapta, care dezaprobă pe de-o parte politica externă pe de altă parte proiectele economice ale guvernului total schimbate, ar fi fost datorate experienței Mendès-France. Demisia, acestuia, îi nemulțumește pe majoritatea francezilor care au susținut în totalitate orientările luate de către Pierre Mendès-France, în materie de politici coloniale, economice si industriale.
Edgar Faure, el însuși membru al Partidului radical,îi succedă. Abordarea este asemănătoare cu cea a predecesorului său, reluând proiectele sale în domeniile colonial și economic. Contribuția sa la deblocarea situației din Maroc și căderea poziției în favoarea unei noi politici algeriene nu au fost suficiente în a stopa contestare întreținută de tensiunile din Algeria, criticile susținătorilor de mendisism și mișcarea pujadistă, care a obținut majoritatea voturilor atât de stânga cât și de dreapta. Pentru a pune capăt contestărilor, Edgar Faure se va zbate să obțină dizolvarea ansamblului național, după retragerea susținerii politice la data de 29 noiembrie 1955, urmată de respingerea unui proiect de lege vizând instalarea votului uninominal în două tururi pentru alegerea deputaților, pentru care și-a asumat răspunderea guvernului. Potrivit Constituției, apropierea de ultimele două căderi ale guvernului cauzate de camera inferioară i-au dat dreptul să ceară dizolvarea ultimului guvern ceea ce s-a întâmplat pe 1 decembrie. Alegerile legislative anticipate au fost fixate pe 2 ianuarie,anul următor.

## Modul de alegere
Legea electorală din 7 mai 1951, legile corelate rămân în vigoare.Ele au la bază o repartiție a scaunelor printr-o reprezentație proporțională în departament, dar dacă listele „aparente” înaintea desfășurării scrutinului obțin o majoritate absolută de voturi, ele primesc direct toate scaunele de la putere. Corelările au permis în 1951 ca a Treia forță să se mențină la putere și să obțină o majoritate de scaune(locuri) la Adunarea Națională, împingând comuniștii și gauliștii în opoziție, dar explozia acestora determinând fărămițarea centrului de echilibru politic, rămânând foarte puțin probabil garanția eficacității acestei particularități a legilor electorale franceze pentru majoritatea trecută.

## Partidele aflate la putere
Tabloul politic se divide în patru mari puteri politice:
- Partidul comunist, izolat, încearcă să se alăture partidelor politice de stânga aflate la guvernare,  conform destinderii practicată în URSS, dar acestea din urmă resping orice formă de alianță.
- Frontul Republican, care înglobează SFIO, Partidul radical, UDSR-ul și Republicanii sociali, condus de Pierre Mendes France. Această vastă coaliție de orientare centru-stânga, dominată de ideile lui Mendes-France și dirijată de oameni precum Francois Mitterrand, Guy Mollet sau Jacques Chaban-Delmas, se înscrie  într-o tendință reformistă, și înaintează proiecte excentrice în materie de reforme instituționale și sociale, și în materie de politică colonială. Frontul Republican utilizează ca pictogramă figura alegorică a  Republicii franceze, Marianne.
- Partidul majorității detronate , care regrupează partidele de dreapta unificate sub egida Centrului național a independenților și țăranilor (CNIP), MRP-ul,  aripa dreaptă a Partidului radical și câțiva Republicani sociali, se coalizează în jurul lui Edgar Faure(exclus din Partidul radicalist) și a lui Antoine Pinay.
- Extrema dreaptă, dominată de susținătorii ideilor lui Pierre Poujade,grupați în Uniunea apărării comercianților și a meșteșugarilor, conduce o campanie activă, violentă uneori, atacând  politicile fiscale susținute până în acel moment de regimul parlamentar și „Statul cheltuitor”. Liderul său Pierre Poujade, care a ținut un discurs populist, antiparlamentar și naționalist, s-a îndreptat spre micii comercianți, meșteșugari și clasele defavorizate, și aruncă replici dure parlamentarilor, prin intermediul sloganului ”ieșiți învinșilor!”.Discursurile candidaților susținătorilor lui Pierre Poujade s-au transformat pe alocuri în discursuri antisemite, mai mulți candidați fiind agresați fizic.Pierre Mendes-France  este principala țintă a criticilor acestor  candidați.

## Campania
Cum se prevedea, Pierre Mendes-France și proiectele sale sunt în plină dezbatere. Instituțiile, problemele sociale și întrebările algeriene au făcut obiectul dezbaterilor de după, în timp ce mijloacele audiovizuale încep să joace un rol important. Poujadiștii conduc o campanie virulentă. Cei mai mulți reprezentanți ai partidelor tradiționale candidate sunt agresate în mod psihic de către activiștii de extremă dreaptă și Pierre Mendes-France este în general principala țintă a criticilor antisemiști. Deși încercarea de a ridica indignarea populară în speranța de a generaliza mișcarea de respingere în bloc, regimul și susținătorii săi. Poujadiștii nu l-au împiedicat pe Mendes France să domine peisajul politic de-a lungul campaniei.

## Analiza rezultatelor
Coalița fouristă predomină justiția cu precizie, în ciuda concurenței venite din partea Frontului Republican. Dreapta iese mai puternică din aceste alegeri. Centrul Național al Independenților și Țăranilor și mai multe liste disidente, ce sunt combinate cu unele liste de centru  sau radical de dreapta progresează sensibil față de raportul scrutinului din 1951. Acest rezultat rămâne în continuare dezamăgitor, dreapta tradițională nu a reușit să recupereze electoratul RPF, dizolvat cu câțiva ani în urmă , în favoarea Frontului Republican și Pujadiști. Côte-d'Or, și o mare parte din Masivul Central,au votat listele parțiale, în timp ce partea de sud-est, sud și vest din marginile Masivului Central au fost ostile: această situație este tradițională și nu conține nimic nou din 1951. MRP-ul, între timp, a ajuns la 15% din voturile înregistrate în departament, depășind chiar 30% în bastionul Alsacian. O diagonală, din Jura și Haute-Savoie până la Basses-Pyrenees menține MRP-ul,în timp ce în sud continuă o linie de departamente (Dordogne, Cote d'Or),fiind practic absent. În ceea ce privește centrul de dreapta, voturile sale sunt concentrate mai ales în bastioanele conservatoare ale Republicii a treia: estul Franței până la nord de Alpi, vestul Charente-ului și Masivul Central până la Rhone. 
Participarea mare demonstrează respingerea sistemului de partide franceze întruchipate  mai mult în votul de protest decât în abținere : pujadiștii au mare succes obținând 11,6% din voturile exprimate și aproximativ 52 de locuri (22 dintre ele vor fi,în cele din urmă, eliminate după invalidare). UDCA a obținut mai mult de 10% din voturile alegătorilor înscriși în cele patruzeci de departamente, majoritatea situate în partea de sud-vest a Franței,a economiei agricole și în mod tradițional având dreptul de vot. Candidații Poujadiști au obținut mai mult de 20% din voturi enumerate în Vaucluse,unde departamentul era afectat de criza din viticultură, și peste 15% în Isère,unde departamentul era marcat de diferențe semnificative în dezvoltare. Alegătorii Poujadiști provin din diverse medii, atât din extrema stângă cât și din deputați francezi liberali ,ceea ce sugerează că este mai mult un fenomen de protest socio-economic decât un fenomen politic.
Gauliștii nu mai sunt reprezentați în parlament de către republicanii sociali. Ei își mențin pozițiile  în departamentele în care sunt prezenți oameni de prestigiu, precum Chaban-Delmas în Gironde, Abbe Viallet în Lozère sau M. Lemaire, în Vosges. Republicanii sociali obțin, peste 15% din voturile înregistrate în numai patru districte. În afară de o altă mică victorie,din cursul superior al Rinului, candidații gaulliști nu au obținut mai mult de 5% din voturile înregistrate în cele optsprezece circumscripții. Comparativ cu rezultatele obținute de către RPF în 1951, declinul gaullist este deosebit de puternic în nord și în marile orașe.
Partidul Radical rămâne foarte puternic în Franța de Sud-Vest. Precum și republicanii socialiști,în care candidaturile  personalităților  notabile permit radicalilor un succes localizat, în special în bazinul parizian din jurul Mării Mediterane și o parte din Franche-Comté. El progreseză, de asemenea, cu tărie în suburbiile Parisului, comparativ cu 1951 . Această creștere s-a realizat în detrimentul socialiștilor, de asemenea, membrii ai Frontului republican,ce erau în declin în anul 1951. Voturile lor erau concentrate în nord, est și sud-vest. Rămânând într-o parte a Franței moștenitoare, de radicalul socialist de la începutul secolului,în care SFIO-ul tinde să devină, în altă parte(cu excepția,regiunii pariziene), un partid muncitoresc mai autentic decât în 1951. Departamentele sunt dominate de socialiști, în care succesul  Frontului Republican, destul de puternic la nord,se desfășura de la Le Havre până la Geneva,ce era o zonă economică modernizată ca teritoriu omogen,la care succesul a fost extrem de limitat. 
Noua majoritate era PCF-ul, ferm așezată în nord-estul, centrul, sud-estul și în suburbiile Parisului, a redevenit primul partid din Franța în toate punctele (voturi și locuri), care era de acord să sprijine guvernul lui Guy Mollet, aflat de mai mulți ani în opoziție. MRP-ul continuă să scadă, probabil, în favoarea celei de dreapta, care devine cea de-a doua forță politică și în cele din urmă reușește să se unească de CNIP . Cu excepția notabilă a FPC-ului, grupurile parlamentare sunt puternic comparabile, iar Radicalii și UDSR-ul sunt împărțiti între opoziție și majoritate.